# Winter-Paralympics 2014/Sledge-Eishockey
Bei den Winter-Paralympics 2014 wurde zwischen dem 8. und 15. März 2014 in der Schaiba-Eisarena in Sotschi ein Sledge-Eishockey-Mixed-Team-Bewerb mit acht Mannschaften ausgetragen.

## Qualifikation
| Turnier                              | Datum            | Austragungsort   | Anzahl | Teilnehmer                     |
| ------------------------------------ | ---------------- | ---------------- | ------ | ------------------------------ |
| Gastgeber                            | 4. Juli 2007     |                  | 1      | Russland                       |
| Weltmeisterschaft 2013               | 20. April 2013   | Goyang, Südkorea | 4      | Kanada Tschechien Norwegen USA |
| Paralympisches Qualifikationsturnier | 26. Oktober 2013 | Turin, Italien   | 3      | Italien Südkorea Schweden      |

## Gruppenphase

### Gruppe A
| Pl. |            | Sp | S | OTS | OTN | N | Tore  | Punkte |
| 1.  | Kanada     | 3  | 3 | 0   | 0   | 0 | 15:01 | 9      |
| 2.  | Norwegen   | 3  | 1 | 1   | 0   | 1 | 04:05 | 5      |
| 3.  | Tschechien | 3  | 0 | 1   | 1   | 1 | 03:04 | 3      |
| 4.  | Schweden   | 3  | 0 | 0   | 1   | 2 | 02:14 | 1      |

Abkürzungen: Pl. = Platz, Sp = Spiele, S = Siege, OTS = Siege nach Verlängerung (Overtime), OTN = Niederlagen nach Verlängerung, N = Niederlagen

Erläuterungen: Halbfinale Platzierungsrunde
| 8. März 2014 9:30 Uhr UTC+4 | 8. März 2014 6:30 Uhr MEZ | Tschechien M. Geier (31:17) | 1:2 n. P. (0:0, 0:1, 1:0, 0:0, 0:1) | Norwegen A. Bakke (24:28) R. E. Pedersen (PS) | Schaiba-Eisarena, Sotschi |

| 8. März 2014 13:00 Uhr UTC+4 | 8. März 2014 10:00 Uhr MEZ | Kanada B. Bridges (01:03) B. Delaney (06:42) A. Gale (12:30) D. Larocque (13:03) A. Dixon (26:47) G. Murray (27:40) G. Westlake (29:45) A. Dixon (40:12) D. Larocque (40:32) A. Gale (41:30) | 10:1 (4:0, 3:0, 3:1) | Schweden P. Kasperi (35:22) | Schaiba-Eisarena, Sotschi |

| 9. März 2014 9:30 Uhr UTC+4 | 9. März 2014 6:30 Uhr MEZ | Tschechien D. Palat (36:12) Z. Krupicka (PS) | 2:1 n. P. (0:0, 0:0, 1:1, 0:0, 1:0) | Schweden M. Holm (40:39) | Schaiba-Eisarena, Sotschi |

| 9. März 2014 13:00 Uhr UTC+4 | 9. März 2014 10:00 Uhr MEZ | Kanada D. Larocque (19:20) A. Dixon (25:34) A. Dixon (31:07) M. Dorion (44:38) | 4:0 (0:0, 2:0, 2:0) | Norwegen | Schaiba-Eisarena, Sotschi |

| 11. März 2014 13:00 Uhr UTC+4 | 11. März 2014 10:00 Uhr MEZ | Norwegen M. Bogle (20:40) A. Bakke (34:35) | 2:0 (0:0, 1:0, 1:0) | Schweden | Schaiba-Eisarena, Sotschi |

| 11. März 2014 20:00 Uhr UTC+4 | 11. März 2014 17:00 Uhr MEZ | Kanada G. Westlake | 1:0 (0:0, 1:0, 0:0) | Tschechien | Schaiba-Eisarena, Sotschi |

### Gruppe B
| Pl. |          | Sp | S | OTS | OTN | N | Tore  | Punkte |
| 1.  | Russland | 3  | 2 | 0   | 1   | 0 | 11:04 | 7      |
| 2.  | USA      | 3  | 2 | 0   | 0   | 1 | 09:03 | 6      |
| 3.  | Italien  | 3  | 1 | 0   | 0   | 2 | 03:13 | 3      |
| 4.  | Südkorea | 3  | 0 | 1   | 0   | 2 | 04:07 | 2      |

Abkürzungen: Pl. = Platz, Sp = Spiele, S = Siege, OTS = Siege nach Verlängerung (Overtime), OTN = Niederlagen nach Verlängerung, N = Niederlagen

Erläuterungen: Halbfinale Platzierungsrunde
| 8. März 2014 16:30 Uhr UTC+4 | 8. März 2014 13:00 Uhr MEZ | USA D. Farmer (13:45) B. Roybal (26:12) J. Sweeney (33:04) B. Roybal (40:18) P. Schaus (44:55) | 5:1 (1:0, 1:0, 3:1) | Italien F. Planker (43:34) | Schaiba-Eisarena, Sotschi |

| 8. März 2014 20:00 Uhr UTC+4 | 8. März 2014 17:00 Uhr MEZ | Russland W. Warlakow (14:19) J. Petrow (29:03) | 2:3 n. P. (1:0, 1:1, 0:1, 0:1) | Südkorea M.-s. Han (29:24) B.-s. Cho (32:12) M.-s. Han (PS) | Schaiba-Eisarena, Sotschi |

| 9. März 2014 16:30 Uhr UTC+4 | 9. März 2014 13:30 Uhr MEZ | USA T. Chace (00:57) A. Page (11:51) A. Page (29:29) | 3:0 (2:0, 1:0, 0:0) | Südkorea | Schaiba-Eisarena, Sotschi |

| 9. März 2014 20:00 Uhr UTC+4 | 9. März 2014 17:00 Uhr MEZ | Russland I. Popow (12:04) A. Amossow (18:30) A. Dwinjaninow (22:01) A. Dwinjaninow (26:25) W. Litwinenko (28:49) A. Dwinjaninow (31:20) I. Wolkow (29:03) | 7:0 (1:0, 4:0, 3:0) | Italien | Schaiba-Eisarena, Sotschi |

| 11. März 2014 9:30 Uhr UTC+4 | 11. März 2014 6:30 Uhr MEZ | Südkorea S.-h. Jung (35:06) | 1:2 (0:1, 0:0, 1:1) | Italien A. Macri (9:55) F. Planker (35:53) | Schaiba-Eisarena, Sotschi |

| 11. März 2014 16:30 Uhr UTC+4 | 11. März 2014 13:30 Uhr MEZ | USA A. Page (34:50) | 1:2 (0:1, 0:1, 1:0) | Russland I. Wolkow (11:57) K. Shikow (17:37) | Schaiba-Eisarena, Sotschi |

## Platzierungsrunde

### Halbfinale
| 12. März 2014 16:00 Uhr UTC+4 | 12. März 2014 13:00 Uhr MEZ | Italien G. Rosa (33:00) G. Leperdi (42:45) G. Cavaliere (50:28) | 3:2 (0:1, 0:1, 2:0, 1:0) | Schweden P. Kasperi (13:58) P. Kasperi (29:00) | Schaiba-Eisarena, Sotschi |

| 12. März 2014 20:00 Uhr UTC+4 | 12. März 2014 17:00 Uhr MEZ | Tschechien J. Berger (18:27) T. Kvoch (40:04) | 2:0 (0:0, 1:0, 2:0) | Südkorea | Schaiba-Eisarena, Sotschi |

### Spiel um Platz 7
| 14. März 2014 13:00 Uhr UTC+4 | 14. März 2014 10:00 Uhr MEZ | Südkorea D.-s. Jang (10:06) S.-h. Jung (18:16) | 2:0 (1:0, 1:0, 0:0) | Schweden | Schaiba-Eisarena, Sotschi |

### Spiel um Platz 5
| 14. März 2014 20:00 Uhr UTC+4 | 14. März 2014 17:00 Uhr MEZ | Tschechien Z. Safranek (31:34) M. Geier (43:04) M. Geier (44:48) | 3:0 (0:0, 0:0, 3:0) | Italien | Schaiba-Eisarena, Sotschi |

## Finalrunde

### Halbfinale
| 13. März 2014 13:00 Uhr UTC+4 | 13. März 2014 10:00 Uhr MEZ | Russland D. Lissow (5:40) A. Amosow (12:55) N. Terentjew (34:27) J. Petrow (44:23) | 4:0 (2:0, 0:0, 2:0) | Norwegen | Schaiba-Eisarena, Sotschi |

| 13. März 2014 20:00 Uhr | 13. März 2014 17:00 Uhr | Kanada | 0:3 (0:2, 0:1, 0:0) | USA D. Farmer (9:12) D. Farmer (14:04) J. Pauls (19:55) | Schaiba-Eisarena, Sotschi |

### Spiel um Bronze
| 15. März 2014 13:00 Uhr UTC+4 | 15. März 2014 10:00 Uhr MEZ | Kanada B. Bowden (15:30) B. Bridges (17:22) B. Bridges (21:42) | 3:0 (0:0, 3:0, 0:0) | Norwegen | Schaiba-Eisarena, Sotschi |

### Finale
| 15. März 2014 20:00 Uhr UTC+4 | 15. März 2014 17:00 Uhr MEZ | USA J. Sweeney (24:28) | 1:0 (0:0, 1:0, 0:0) Spielbericht | Russland | Schaiba-Eisarena, Sotschi |

## Medaillengewinner
| Gold Vereinigte Staaten | Tyler Carron, Steve Cash, Taylor Chace, Declan Farmer, Nikko Landeros, Taylor Lipsett, Jen Lee, Daniel McCoy, Kevin McKee, Adam Page, Rico Roman, Joshua Pauls, Brody Roybal, Paul Schaus, Greg Shaw, Joshua Sweeney, Andy Yohe Trainer: Jeff Sauer, Guy Gosselin, Daniel Brennan                                                                           |
| Silber Russland         | Alexei Amossow, Maxim Andrijanow, Andrey Dwinjaninow, Michail Iwanow, Wladimir Kamanzew, Iwan Kusnezow, Dmitri Lissow, Wladimir Litwinenko, Alexei Lyssow, Jwegeni Petrow, Ilja Popow, Wadim Seljukin, Konstantin Schichow, Nikolai Terentjew, Ruslan Tutschin, Wasilli Warlakow, Ilja Wolkow Trainer: Sergei Samoilow, Nikolai Scharschukow, Andrei Iwanow |
| Bronze Kanada           | Steve Arsenault, Brad Bowden, Billy Bridges, Ben Delaney, Adam Dixon, Marc Dorion, Anthony Gale, James Gemmell, Dominic Larocque, Karl Ludwig, Tyler McGregor, Graeme Murray, Kevin Rempel, Benoit St.Amand, Corbin Watson, Greg Westlake, Derek Whitson Trainer: Mike Mondin, Curtis Hunt, Jan Antons                                                      |

## Endstand
| Platz | Land               |
| ----- | ------------------ |
| 01    | Vereinigte Staaten |
| 02    | Russland           |
| 03    | Kanada             |
| 04    | Norwegen           |
| 05    | Tschechien         |
| 06    | Italien            |
| 07    | Südkorea           |
| 08    | Schweden           |